# Martí Esteve
Martí Esteve i Guau, né à Torà en 1895 et mort à Mexico en 1977, est un homme politique catalan.

## Biographie
Il étudie le droit et les lettres à l'université de Barcelone et exerce en tant qu'avocat du département d'études juridiques de la Mancommunauté de Catalogne, dont il est secrétaire générale en 1918. Il est conseiller de la municipalité de Barcelone pour la Lliga Regionalista entre 1921 et 1923, et collabore à La Veu de Catalunya, à la Revista Jurídica de Catalunya (revue juridique de Catalogne) et le Butlletí de les Joventuts Nacionalistes de Catalunya (Bulletin des jeunesses nationalistes de Catalogne). En 1917 il publie la première biographie d'Enric Prat de la Riba.
Il est l'un des fondateurs et membre du comité exécutif du parti Acció Catalana Republicana et dirige le journal La Publicitat de 1922 à 1926. Lorsqu'est proclamée la Seconde République espagnole, il est membre de la députation provisoire de la Generalitat de Catalogne pour Solsona et de la commission rédactrice du Statut de Núria. Il est élu député au Congrès aux élections générales de 1931 et conseiller aux finances de la Generalitat jusqu'aux événements du 6 octobre, à la suite desquels il est emprisonné et condamné, comme les autres membres du gouvernement catalan.
Il est de nouveau élu député aux élections générales de 1936 et nommé conseillé de mars jusqu'en septembre. À l'éclatement de la guerre civile espagnole, il s'installe à Paris et travaille comme avocat de l'ambassade d'Espagne. En juin 1939, la guerre s'étant conclue par la victoire des nationalistes espagnols, il s'exile à Cuba où il est un membre actif de la communauté catalane du pays. Il le quitte ensuite pour Mexico et y travaille comme traducteur à l'ambassade des États-Unis et à la Banque nationale du Mexique.